# Grammodes samosira
Grammodes samosira är en fjärilsart som beskrevs av Kobes 1985. Grammodes samosira ingår i släktet Grammodes och familjen nattflyn. Inga underarter finns listade i Catalogue of Life.